# Шипман, Гарольд
Гарольд Фредерик Шипман (англ. Harold Frederick Shipman; 14 января 1946, Ноттингем — 13 января 2004, Уэст-Йоркшир) — британский серийный убийца-врач, орудовавший в пригороде Манчестера — Хайде.

## Биография

### Жизнь до убийств
Гарольд Фредерик Шипман родился 14 января 1946 года в семье набожных методистов. В школе он чувствовал своё превосходство над сверстниками. Родители гордились успехами сына. Когда Гарольду было 17 лет, его мать Вера умерла от рака. Тогда он решил стать врачом, чтобы помогать людям бороться с болезнями. В 1965 году Шипман поступил на медицинский факультет Лидского университета. Учёба давалась ему легко. У Шипмана было много свободного времени. Он подружился с дочерью хозяина квартиры, где снимал комнату. Вскоре она забеременела. В ноябре 1966 года они поженились. В 1970 году Шипман окончил университет и устроился участковым врачом в городе Тодморден. Его жена работала на полставки медсестрой в регистратуре местной поликлиники. Пара воспитывала четверых детей. В 1974 году Шипман был замечен в хищениях наркотических препаратов. Его лишили врачебного звания, отдали под суд и приговорили к штрафу в 600 фунтов. После приговора Шипман прошёл курс лечения от наркозависимости. В 1977 был восстановлен в профессии врача. Семья Шипманов переехала в Хайд, где Гарольд занялся частной практикой.

### Убийства
Следователи считают, что первое убийство Шипман совершил в 1984 году. Он пришёл по вызову к пожилой женщине, которая жаловалась на боли в суставах. Доктор предложил вколоть ей обезболивающее, старушка согласилась, и Шипман ввёл ей в вену 30 миллиграммов морфия. Боль отступила сразу. Доктор сидел и внимательно наблюдал, как пенсионерка медленно и безболезненно умирает. После смерти старушки Шипман забрал со столика дешёвый сувенир и покинул дом, чтобы вернуться на следующий день и зафиксировать «естественную» смерть. Чтобы совсем обезопасить себя, Шипман настоял на кремации трупа. По британским законам для этого требовалось заключение двух врачей, но на практике второй врач, не вдаваясь в подробности, просто подтвердил решение своего коллеги. Тогда Шипман стал убивать своих пациентов, вкалывая им морфий. Он регулярно обходил свой участок, навещая пациентов, закреплённых за ним по долгу службы, или просто проведать. Жертвами Шипмана, как правило, становились пожилые женщины-пенсионерки — бывшие работницы местных фабрик, секретарши, домохозяйки. После каждого убийства он забирал себе какую-нибудь безделушку на память и посылал соболезнования родственникам. Также он стал подделывать завещания умерших, получая с этого прибыль.
Наиболее активно Шипман действовал с 1995 по 1998 год, тогда он предположительно убил 105 пациентов.

### Разоблачение
В 1998 году умерла вдова бывшего мэра Хайда Кэтлин Гранди. По её завещанию, она оставляла своему врачу 350 тысяч фунтов стерлингов. Такое завещание вызвало серьёзные вопросы у дочери умершей, Анджелы, адвоката по профессии. Завещание было написано заглавными буквами и с грамматическими ошибками. Но Анджела знала, что её мать была в полном физическом и умственном порядке и ошибок в английском не делала. Она сравнила подпись на завещании с настоящей, а затем позвонила двум свидетелям, в присутствии которых завещание было якобы оформлено. «Свидетели» заявили, что никакого завещания не подписывали. Анджела с трудом добилась эксгумации. Когда останки Кэтлин Гранди извлекли из могилы, экспертиза показала, что она умерла от передозировки диаморфина. Шипмана вызвали на допрос, но тот не спешил признаваться, давить на почтенного человека полицейские не хотели. Завещание было оспорено, но в убийстве доктора никто не обвинял. Когда полиция взялась за дело врача-убийцы, оказалось, что подозревали его многие. Местный таксист Джон Шоу, часто подвозивший престарелых леди, в том числе и Кэтлин Гранди, вёл список умерших пациентов Гарольда Шипмана, который потом передал инспектору Стену Эгертону, всерьёз взявшемуся за странные смерти. В списке было 20 имён. Эгертон потребовал эксгумации трупов. К этому времени слух о расследовании разнёсся по Хайду. В полицейское управление стали подавать заявления родственники пациентов Шипмана. Кто-то говорил, что доктор небрежно проводил освидетельствование трупа или вообще его не проводил, другие вспоминали странные объяснения причин смерти, настойчивые советы кремировать покойника. Упоминали и мелкие кражи.
Секретарша Шипмана Кэрол Чапмен в своих показаниях заявила, что после смерти каждого больного врач обвинял в случившемся её сережки: «Когда умирал очередной пациент, это, по словам Шипмана, было только потому, что я носила определённые серёжки». Как рассказала Чапмен, долгое время она не связывала смерти пациентов с деятельностью Шипмана и доверяла врачу лечить своих родственников, в результате чего Шипман убил её мать, свекровь и двух тёток. Из 218 подозрительных смертей следователи отобрали 15 наиболее очевидных. Результаты экспертиз были идентичны — передозировка диаморфина.
Шипман был осужден пожизненно. По сообщениям некоторых британских СМИ, Шипман признавался сокамернику, что убил 508 пациентов. Шипман повесился 13 января 2004 года в Уэйкфилдской тюрьме за день до своего 58-летия.

## The Shipman Inquiry
Расследование дела Шипмана (англ. The Shipman Inquiry) — отчёт, подготовленный британским правительственным расследованием деятельности Шипмана, возглавляемый юристом Джанет Смит. Расследование велось на разных этапах. Последний этап, шестой, опубликован 27 января 2005 года.
Хотя Шипман был признан виновным в 15 убийствах, расследование пришло к выводу, что он убил по меньшей мере 284 человека, а подозревается в не менее 300 убийствах. В расследование было включено 2500 показаний свидетелей и 270 000 страниц доказательств. В общей сложности расследование обошлось в £21 миллион, а все шесть отчётов составили 5 000 страниц. В мае 2001 расследование заявило, что будет изучать 618 смертей в период с 1974 по 1998 год.

### Выводы расследования
В ходе расследования была выявлена серьезная халатность в процессах регистрации смертей, выписывания лекарств и контроля за врачами. 
Результат расследования гласил, что Шипман убил более 250 пациентов с 1971 года, включая те 15, за которые он осуждён. Убийства совершались во время его работы в больнице общего профиля в Понтефракте. Помимо этого, возникло подозрение, что Шипман убил одного четырёхлетнего пациента, хотя большинство его жертв — пожилые люди.
В отчёте имеется опровержение слов сокамерника Шипмана, которому якобы он признался в 508 убийствах.

## В культуре
В 2001 году Гарольд Шипман стал героем комикса Viz, в котором также был изображён ещё один британский серийный убийца — Фред Уэст. Некоторые из родственников жертв Шипмана высказали негодование по поводу использования образов убийц в юморе.
Шипману посвящена песня группы The Fall «What About Us».